# Andreas Stahle
Andreas Stahle (Halle, 14 febbraio 1965) è un ex canoista tedesco.
Alle Olimpiadi di Seoul 1988 ha vinto una medaglia d'argento nel K1 500 m e una di bronzo con l'equipaggio della Germania Est del K4 1000 m.

## Palmarès
- Olimpiadi
  - Seoul 1988: argento nel K1 500 m e bronzo nel K4 1000 m.
- Mondiali
  - 1983: oro nel K4 500 m bronzo nel K1 500 m e K4 1000 m.
  - 1985: oro nel K1 500 m e bronzo nel K4 1000 m.
  - 1986: oro nel K4 500 m.
  - 1987: argento nel K1 500 m.
  - 1990: argento nel K4 500 m.